# Polruan
Polruan är en ort i sydöstra Cornwall i England. Folkmängden uppgick till 614 invånare 2011, på en yta av 0,29 km². Bebyggelsen är mest koncentrerad längs floden Fowey som skiljer Polruan från grannorten Fowey. 
Man har funnit spår av mycket gammal bebyggelse i området kring Polruan, ett av de äldsta är ruinerna av St Saviours kyrka. Kyrkan byggdes på 700-talet och är belägen på en av kullarna som omger orten. Man har funnit indikationer på att kyrkan från början användes som landmärke för inkommande skepp. Det är också troligt att de första munkarna tjänstgjorde som kustvakter och att klockorna användas för att varna för fientliga fartyg. 
Det finns också ett mycket gammalt blockhus i Polruan. Blockhuset är daterat till sent 1300-tal och byggdes för att försvara hamnen från pirater. En kedja drogs över floden till blockhuset i Fowey för att hindra fientliga skepp från att ta sig in på floden. Blockhuset i Fowey står dock inte kvar idag. 